# Trattato Generale
Il Trattato Generale (in tedesco: Generalvertrag also Deutschlandvertrag) è un trattato internazionale che è stato firmato dalla Germania Ovest e dagli alleati d'occidente (Francia, Regno Unito e Usa) il 26 maggio 1952, ma che è entrato in vigore, con qualche piccolo cambiamento, solo nel 1955. Con questo trattato la Germania termina formalmente di essere un territorio occupato e riceve tutti i diritti di uno stato sovrano con però alcune restrizioni rimaste in vigore fino all'unificazione dello stato tedesco. Fu di fatto l'equivalente di un trattato di pace.
Conquistare la sovranità diventò necessario dato il tentativo di riarmo della Germania Ovest. Per questa ragione fu concordato che il trattato sarebbe entrato in vigore solo quando la Germania Ovest si fosse unita alla Comunità europea di difesa (CED).
Dato che il trattato della CED non fu approvato dal parlamento francese il 30 agosto 1954, il trattato generale non poté entrare in vigore. Dopo il fallimento, il trattato della CED fu rielaborato dalle nazioni e si decise di permettere alla Germania Ovest di unirsi alla NATO e creare una Unione europea occidentale (da non confondere con l'Unione europea).
A seguito di questi sviluppi la Germania Ovest, sotto la guida di Konrad Adenauer riacquista in gran parte la sovranità. Gli alleati però manterranno alcuni controlli in Germania fino a 1991.
Il trattato generale entrerà in vigore completamente dopo l'approvazione del trattato di Parigi il 5 maggio 1955.